# Эгеде-Ниссен, Адам

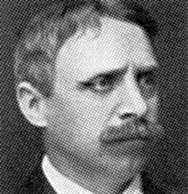
Адам Эгеде-Ниссен.

Адам Яльмар Эгеде-Ниссен (норв. Adam Hjalmar Egede-Nissen; 29 июня 1868, ок. Кристиании, ныне Осло — 4 апреля 1953, Осло) — деятель норвежского рабочего и коммунистического движения. 

## Биография
Эгеде-Ниссен является племянником гарибальдийца О. Эгеде-Ниссена. По профессии почтовый служащий. Работал почтмейстером в Вардё и Ставангере. В начале 1900-х помогал русским социал-демократам в издании в Вардё и доставке в Россию революционной литературы.
В 1900—1912, а также в 1922—1924 был депутатом стортинга. В 1906—1923 — член Норвежской рабочей партии. В январе 1918 был в Советской России, встречался с В. И. Лениным. С 1923 года — член Коммунистической партии Норвегии (КПН); делегат 7-го конгресса (1935) Коминтерна. В 1933—35 гг. — председатель общества друзей Советского Союза. В 1934—1940 — председатель КПН. Во время Второй мировой войны жил в Исландии, Канаде и США; служил переводчиком в Красной Армии. В 1945—1946 — вновь председатель КПН; с 1946 года — почётный член партии.
Автор воспоминаний «У Ленина 20 лет тому назад» (1937), «Жизнь в борьбе» (1945).